# Spirostreptus falciferus
Spirostreptus falciferus är en mångfotingart som beskrevs av Karsch 1881. Spirostreptus falciferus ingår i släktet Spirostreptus och familjen Spirostreptidae. Utöver nominatformen finns också underarten S. f. simplus.